# Barderup
Barderup ist ein Ort in Schleswig-Holstein, der zur Gemeinde Oeversee gehört. Er ist nicht zu verwechseln mit dem namensähnlichen Braderup im Kreis Nordfriesland.

## Lage
Barderup besteht aus dem westlich gelegenen Dorf Barderup (Lage) und dem unweit gelegenen Barderup-Ost (Lage) sowie Barderup-Nord (Lage). Durch die Bahnstrecke Neumünster–Flensburg und insbesondere die Bundesautobahn 7 (A7), die von Süden nach Norden verlaufen, werden die drei Teile Barderups separiert. Barderup-Nord liegt direkt nördlich vom Dorf, zwischen der Bahnstrecke und der Autobahn. Ungefähr zwei Kilometer südlich liegt der Ort Frörup. Ungefähr zwei Kilometer nördlich liegen die Flensburger Vororte Neuholzkrug, Altholzkrug und Weding, die zur Gemeinde Handewitt gehören. Östlich von Barderup liegt der Sankelmarker See mit dem Ort Sankelmark.

## Geschichte
Barderup entstand vermutlich als eine Aussiedlung vom Urdorf Oeversee. Der Ortsname Barderup besteht aus den Bestandteilen Barde und dem Suffix -rup. Hinsichtlich des ersten Wortbestandteils wird seitens der lokalen Gemeinde offensichtlich gerne auf das altkeltische Worte Barde, das einen Sänger und Dichter benennt, verwiesen und gemutmaßt, dass die Gründer des Dorfes Barderup fröhliche und sangesfreudige Menschen waren. Der erste Wortbestandteil könnte aber auch anderen Ursprungs sein. Es könnte ein gleichlautender Personenname gemeint sein oder er verweist schlicht auf Barthaare. Das Suffix -rup des Ortsnamens weist darauf hin, dass es sich bei der Siedlung um ein Dorf handelt. Erstmals Erwähnung fand Barderup offenbar im Jahr 1472.
Bei der Volksabstimmung in Schleswig (im Jahr 1920) sprachen sich, wie im gesamten Umland, die Mehrheit der Bewohner Barderups für den Verbleib bei Deutschland aus. Von den 137 stimmberechtigten Juhlschauern votierten für Deutschland 119 Personen und für Dänemark 13 Personen. Bis 1974 gehörte Barderup zum Kreis Flensburg-Land. Im selben Jahr wurden Barderup und Munkwolstrup zur Gemeinde Sankelmark zusammengeschlossen und wurden Bestandteil des Kreises Schleswig-Flensburg. Sankelmark wiederum fusionierte des Weiteren 2008 mit der Gemeinde Oeversee, so dass Barderup heute einen Ortsteil der besagten Gemeinde darstellt.

## Sage vom Schwarzen Weg bei Barderup
Von Barderup nach Neuholzkrug führt noch heute der Margarethenweg, der auch „Schwarzer Weg“ genannt wird. Ursprünglich soll dieser Weg bis ganz nach Altholzkrug geführt haben. Benannt wurde der Weg nach der dänischen Königin Margarethe, welche ihn der Sage nach hat anlegen lassen. Die Königin, die auf Grund ihres dunklen Charakters auch „Schwarze Margrethe“ genannt wurde, war überaus listig und ritt stets auf Pferden durchs Land, deren Hufeisen umgekehrt herum angenagelt waren, so dass niemand erkennen konnte, wo sie verblieb. Sie soll einst auch den Schwarzen Weg in Flucht vor ihren Feinden entlang geritten sein und diese mit ihrer List in die Irre geführt haben. Des Weiteren wird berichtet, dass die Schwarze Margrethe seit ihrem Tod in Flensburg offenbar im Lande herumspukt.

## Verschiedenes
- Die Bewohner von Barderup stellten noch im 19. Jahrhundert einen Großteil ihrer getragenen Kleidung offenbar selbst her.[12]
- Das erste Auto in Barderup war ein Brennabor Typ P8/24PS. Seit 1923 besaß die Familie Karstens das besagte Auto.[13]
- Um 2012 entstand entlang der A7 bei Barderup der Solarpark Barderup.[14] Die Anlage produziert Energie für ungefähr 6.000 Haushalte.[15]